# Edwin Ifeanyi
Edwin Ifeanyi (* 28. April 1972) ist ein ehemaliger kamerunischer Fußballspieler.

## Karriere

### Verein
Seinen ersten Vertrag unterschrieb er 1995 beim japanischen Verein Tokyo Gas. Der Verein spielte in der zweithöchsten Liga des Landes, der Japan Football League. Für den Verein absolvierte er 72 Ligaspiele. 1998 wechselte er zum Erstligisten Verdy Kawasaki. Für den Verein absolvierte er zwei Erstligaspiele. 1999 wechselte er zum Zweitligisten Omiya Ardija. Für den Verein absolvierte er 10 Ligaspiele. Im Juli 1999 wechselte er zum Ligakonkurrenten Ōita Trinita. Für den Verein absolvierte er 18 Ligaspiele. 2000 wechselte er zum Ligakonkurrenten Montedio Yamagata. Für den Verein absolvierte er 32 Ligaspiele. Ende 2000 beendete er seine Karriere als Fußballspieler.

### Nationalmannschaft
Er hat insgesamt zwei Länderspiele für Kamerun bestritten.